# صلمة (تسريحة)

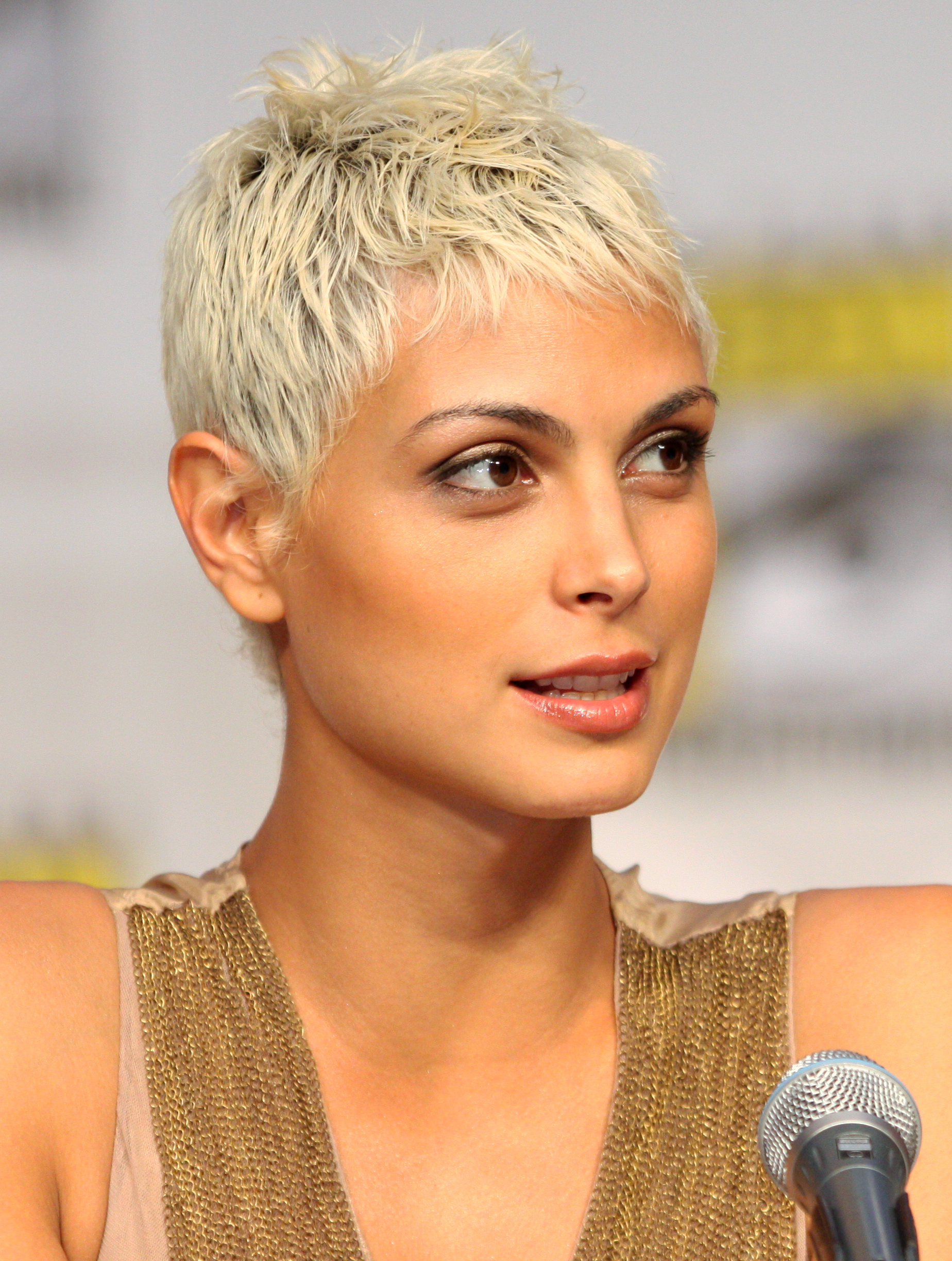
مُرينة بَكَرين في عام 2010

الصَّلَمة أو تسريحة العَبث أو تسريحة بِكسي هو تسريحة شعر قصيرة، قصيرة عند الرقبة وجانبي الرأس وأطول قليلا في الجزء الأعلى. إنه نوع من المحاصيل.

## الصور

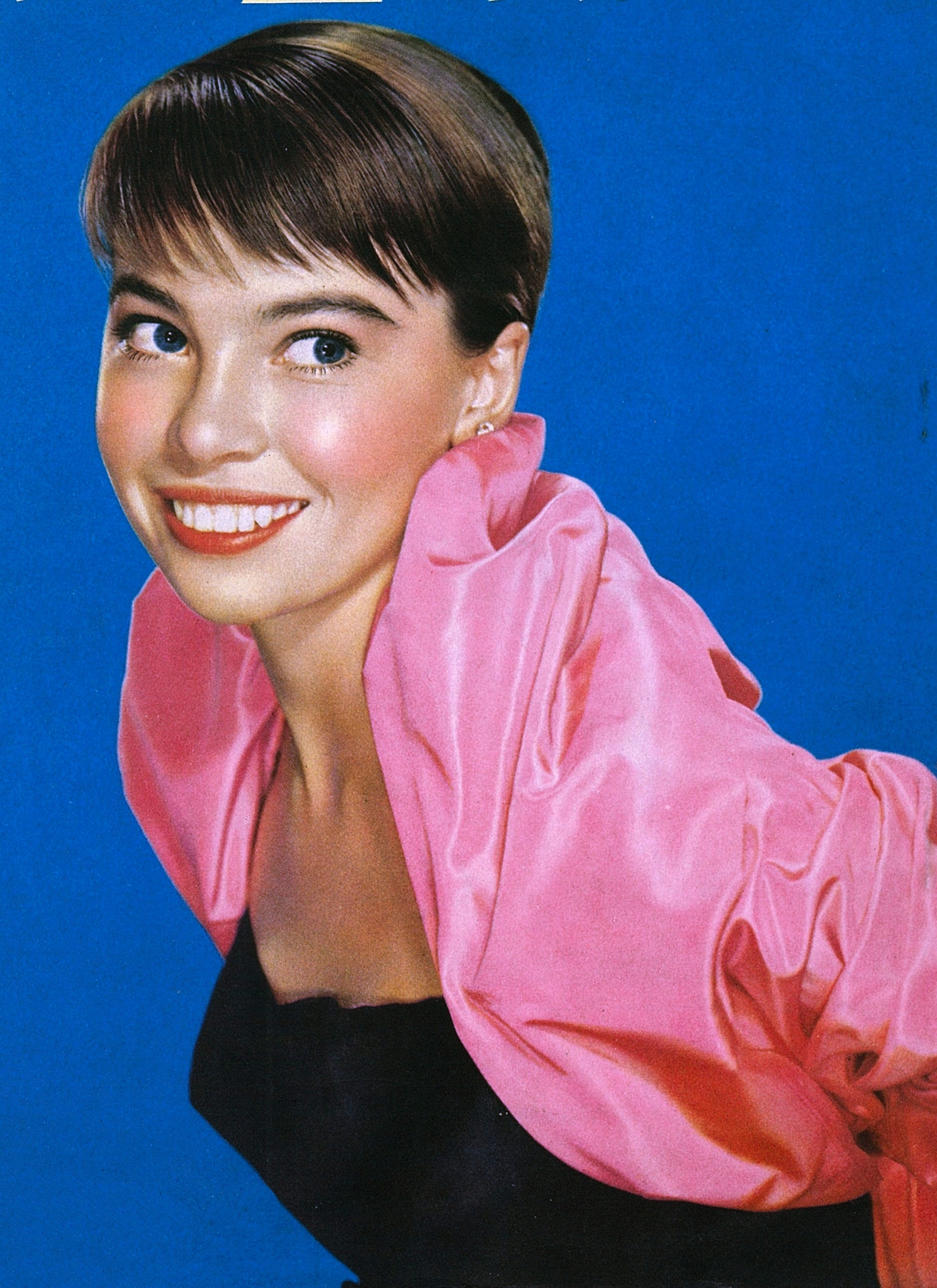
لزلي كارون 1953
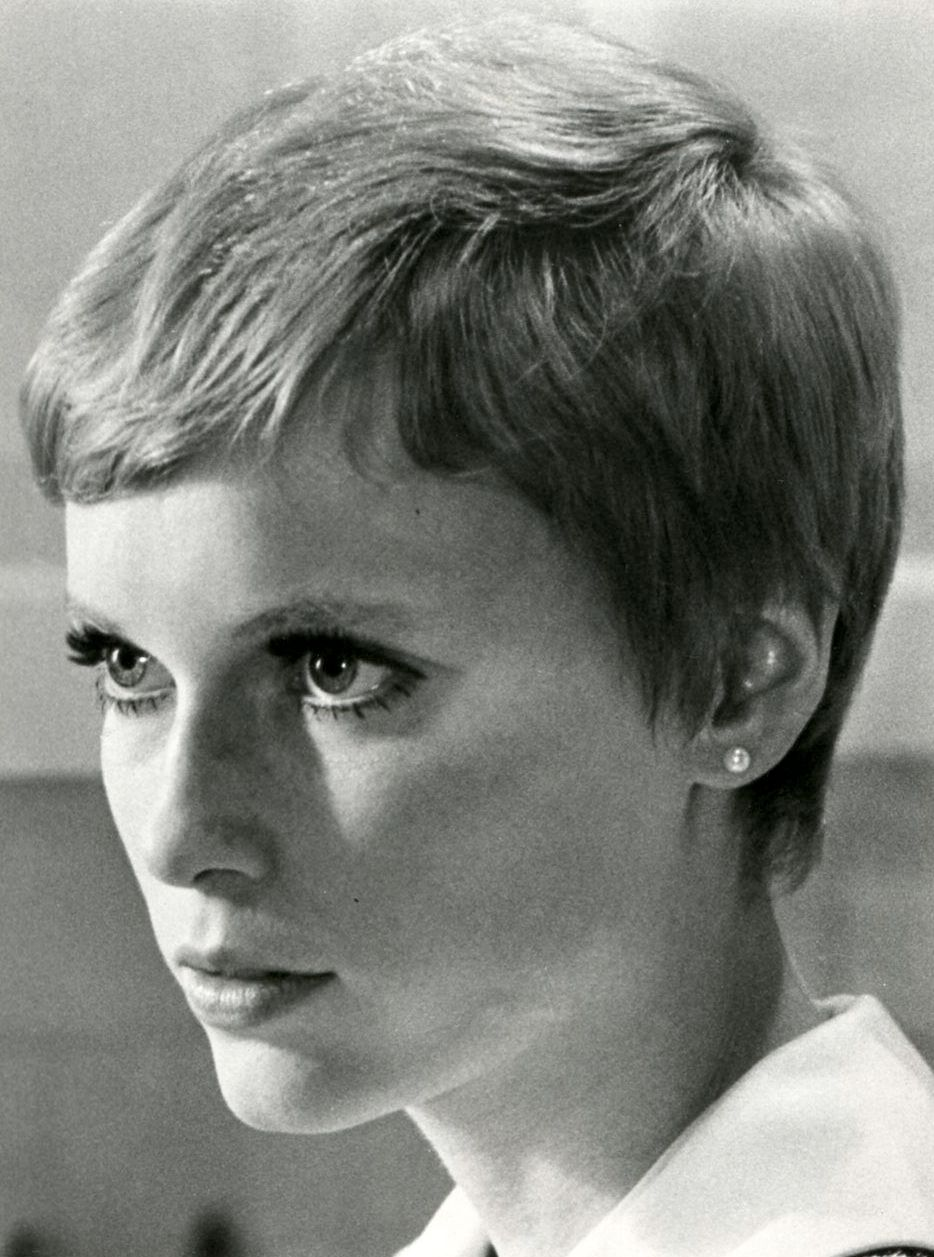
مايا فارو بقصة عابث ، 1968
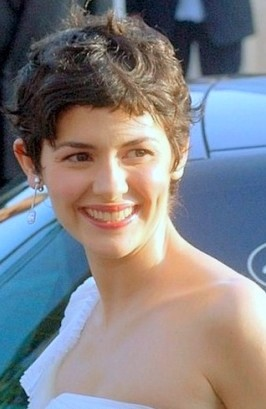
أُدري تاتو مع قص عابث أطول ، 2006
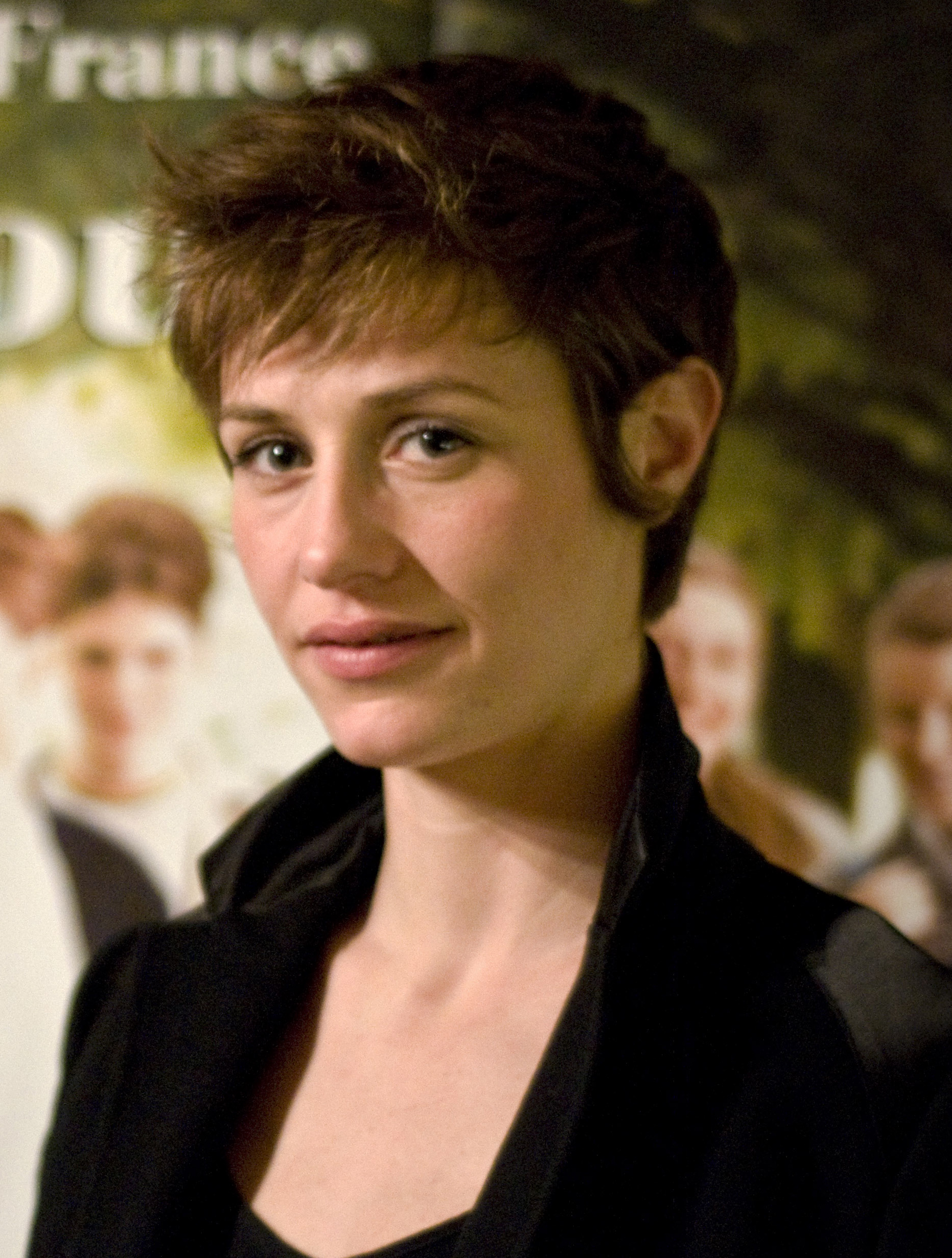
سيسيل الفرنسية 2009
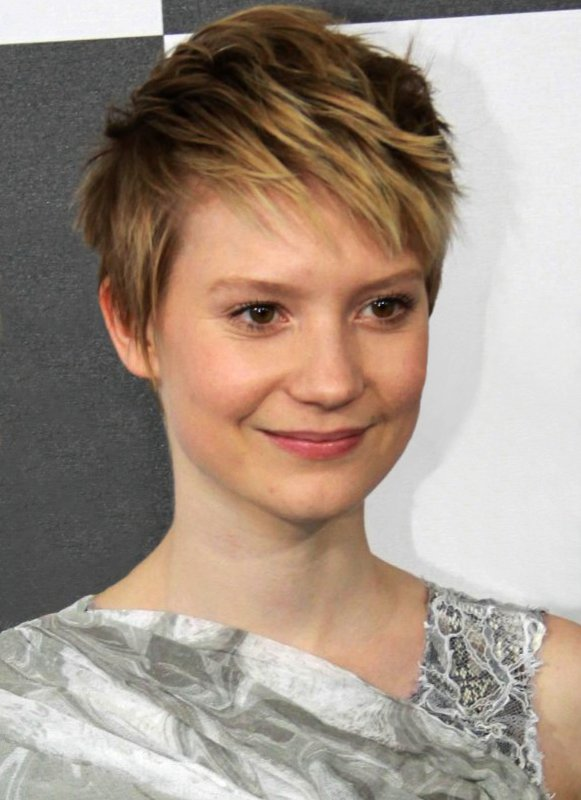
ميا فَشِكُفسكا ، 2010
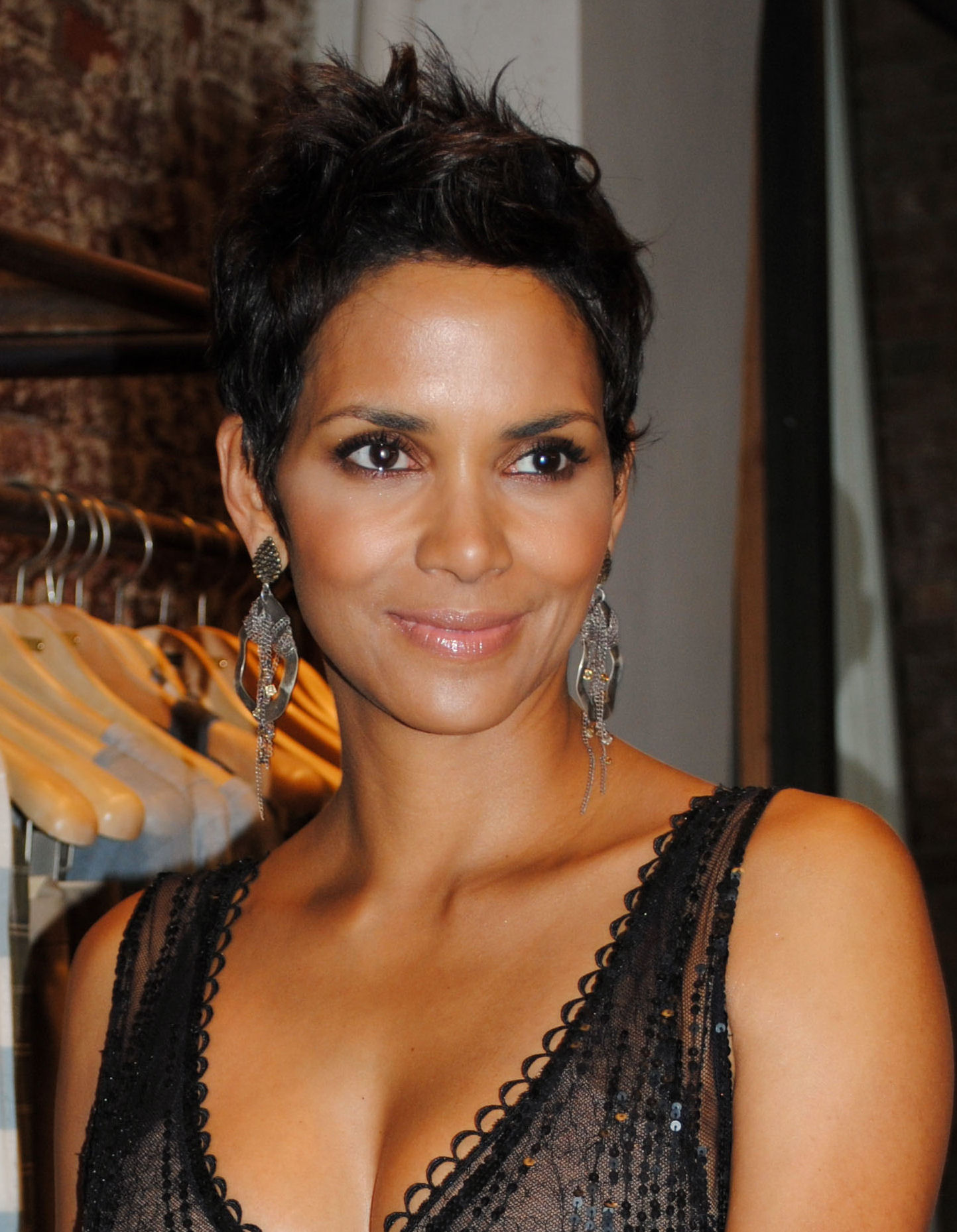
هالي بيري ، قصة عابث متوسطة الطول ، 2010
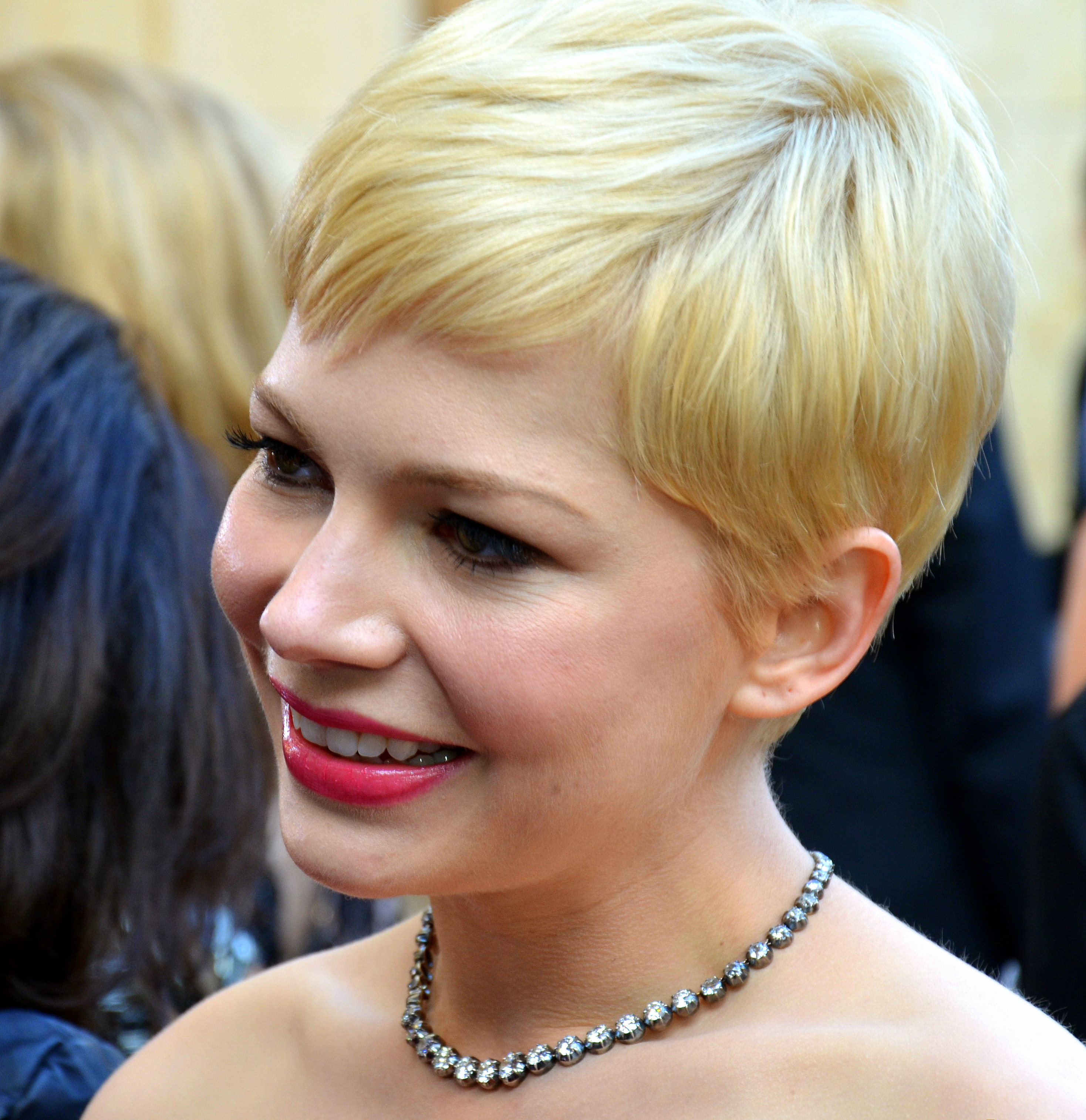
ميشيل وليمز ، 2012
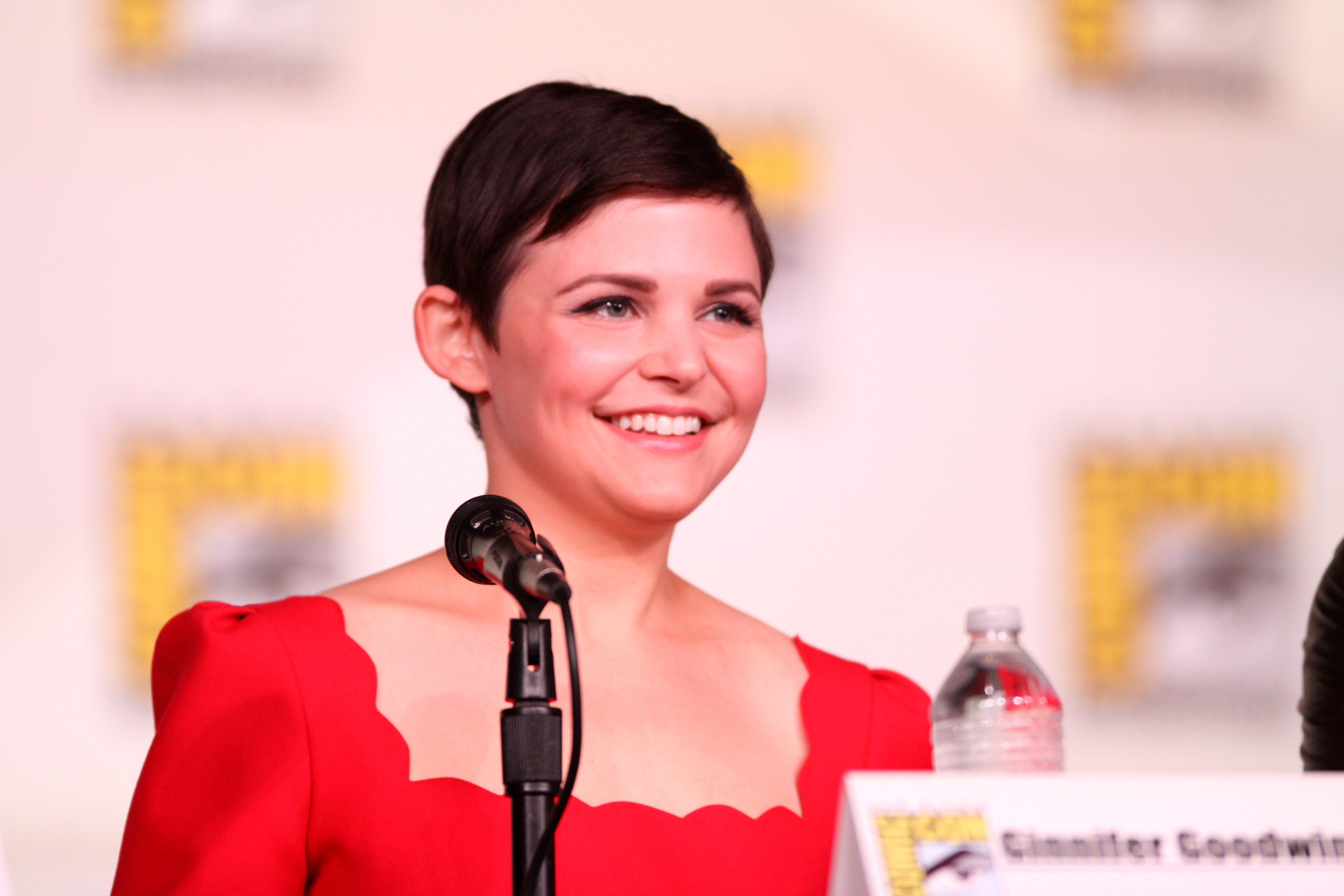
جِنِفر جُدوين ، 2012
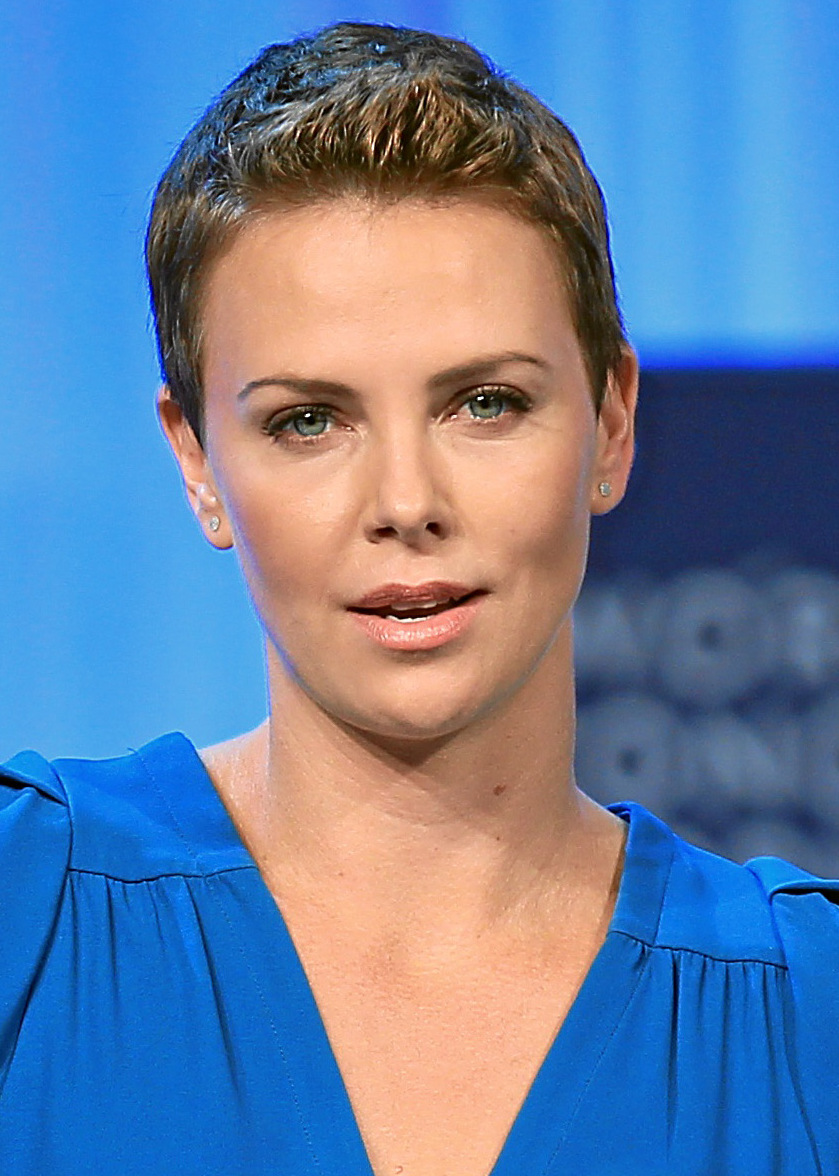
جرليز ثيرون ، 2013
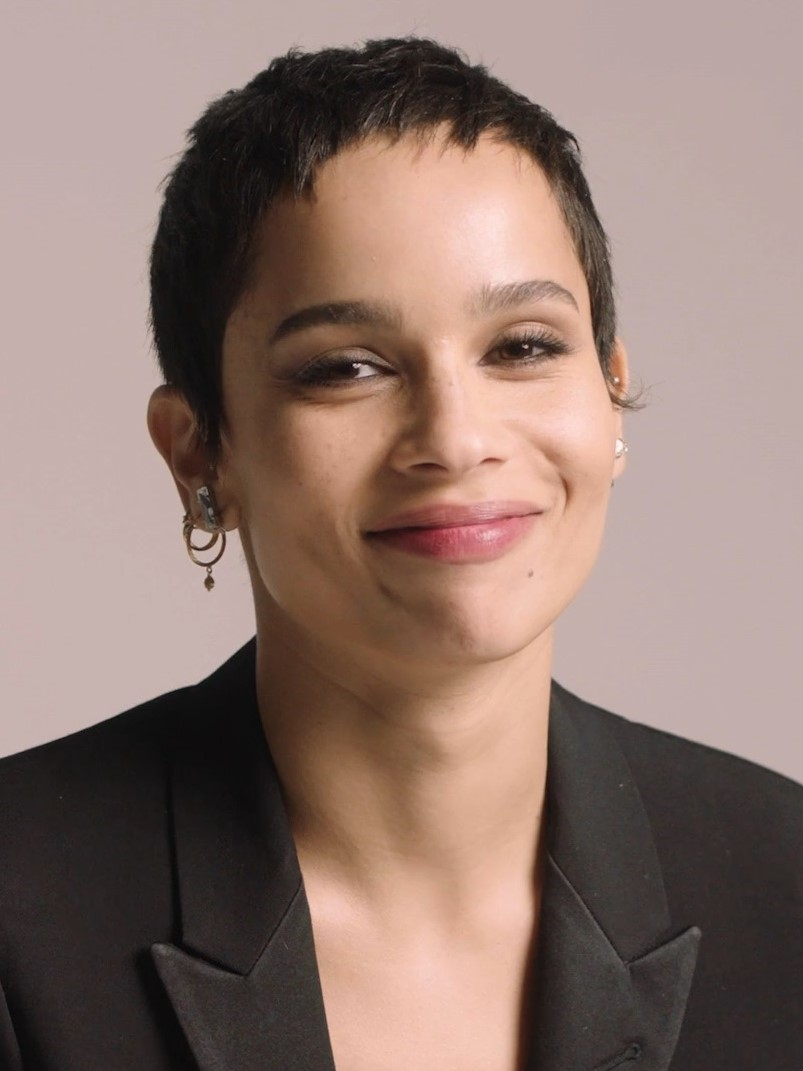
زوي كَرفِتز بقصة بيكسي قصيرة 2020